# DKW Luxus 300
Die DKW Luxus 300 ist ein Motorradmodell der Zschopauer Motorenwerke J. S. Rasmussen. Da mit der Luxus 300 bis auf den Zylinder baugleich, zählt die nicht mit der Luxus 200 zu verwechselnde Variante Luxus Spezial 200 zu diesem Modelltyp.

## Technik
Der Rahmen und die Scheiden der Parallelogrammgabel sind aus Pressstahlprofilen gefertigt und für alle Hubraumklassen der Luxus-Baureihe weitestgehend baugleich. Am Gepäckträger befinden sich beidseitig Kästen für das Bordwerkzeug. Vorderbau und Rahmen waren ab Werk einheitlich schwarz lackiert, der Satteltank dagegen dunkelrot.
Der Antrieb war in etwa der gleiche wie beim Vorgängermodell E 300, jedoch nicht mehr mit Gebläse-, sondern Fahrtwindkühlung. Eine Primärkette leitet die Kraft an ein handgeschaltetes Dreiganggetriebe. Ein langer Schalthebel greift direkt am Getriebe an. Das Hinterrad wird über eine Kette angetrieben.
Als Nachfolgemodell der DKW Spezial 200 brachte DKW Ende des Jahres 1929 noch eine durch kleinere Bohrung auf 200 cm³ Hubraum reduzierte, seinerzeit steuer- und führerscheinfreie Variante mit der Bezeichnung Luxus Spezial 200 auf den Markt. Äußerlich unterscheidet sich dieses Modell von der Luxus 300 lediglich durch einen ab Werk schwarz und beidseitig elfenbeinfarben lackierten Tank sowie ein kürzeres Auspuffendstück (drei statt vier Sicken im Endtopf). Gegen Aufpreis konnte ab Werk eine Beleuchtungsanlage geliefert werden.
Bereits 1930 kam parallel zur Luxus 300 ein nur mit in den Maßen geringfügig geändertem Rahmen, jedoch neu konstruiertem Motor versehenes Nachfolgemodell auf den Markt: Die DKW Luxus Sport 300, in der Werbung zu Beginn auch mit dem Zusatz Typ 1931 bezeichnet.
|                      | Luxus 300                                                 | Luxus Spezial 200                                         |
| -------------------- | --------------------------------------------------------- | --------------------------------------------------------- |
| Baujahre             | 1929–1930                                                 | 1929–1932                                                 |
| Motor                | fahrtwindgekühlter Einzylinder-Zweitaktmotor, Kickstarter | fahrtwindgekühlter Einzylinder-Zweitaktmotor, Kickstarter |
| Steuerung            | Schlitzsteuerung                                          | Schlitzsteuerung                                          |
| Ladungswechsel       | Querstromspülung                                          | Querstromspülung                                          |
| Bohrung × Hub        | 74 × 68 mm                                                | 60 × 68 mm                                                |
| Hubraum              | 292,5 cm³                                                 | 192,3 cm³                                                 |
| Nennleistung         | 8 PS (5,9 kW)                                             | 4,5 PS (3,3 kW)                                           |
| Vergaser             | Framo-E                                                   | Framo-E                                                   |
| Schmierung           | Zweitaktgemisch 1 : 15–20                                 | Zweitaktgemisch 1 : 15–20                                 |
| Getriebe             | 3-Gang-Getriebe, getrennt eingebaut                       | 3-Gang-Getriebe, getrennt eingebaut                       |
| Endantrieb           | Kette                                                     | Kette                                                     |
| Rahmenbauart         | Pressstahl-Profilrahmen                                   | Pressstahl-Profilrahmen                                   |
| Radstand             | 1320 mm                                                   | 1320 mm                                                   |
| Sitzhöhe             | 700 mm                                                    | 700 mm                                                    |
| Radaufhängung vorn   | Parallelogrammgabel mit Schraubenfeder                    | Parallelogrammgabel mit Schraubenfeder                    |
| Radaufhängung hinten | Starrrahmen                                               | Starrrahmen                                               |
| Felgengröße vorn     | Drahtspeichenrad, 26″                                     | Drahtspeichenrad, 26″                                     |
| Felgengröße hinten   | Drahtspeichenrad, 26″                                     | Drahtspeichenrad, 26″                                     |
| Bereifung vorn       | 2,85–26″                                                  | 2,85–26″                                                  |
| Bereifung hinten     | 2,85–26″                                                  | 2,85–26″                                                  |
| Bremse vorn          | Innenbacken-Trommelbremse                                 | Innenbacken-Trommelbremse                                 |
| Bremse hinten        | Innenbacken-Trommelbremse                                 | Innenbacken-Trommelbremse                                 |
| Leergewicht          | 100 kg                                                    | 90 kg                                                     |
| Stückzahl            | ca. 6000                                                  | ca. 10.000                                                |

## Lizenznachbau in der Sowjetunion

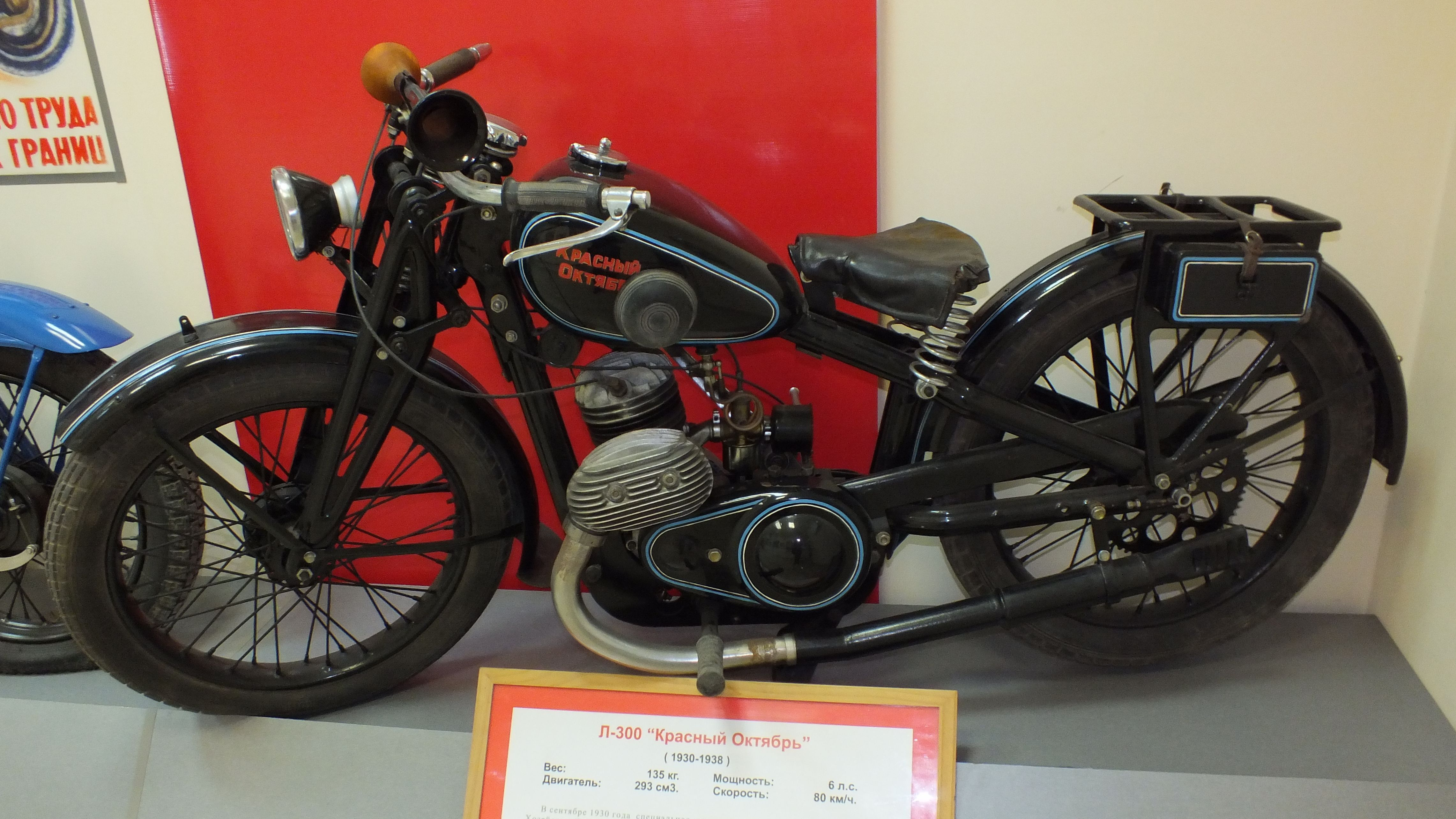
Sowjetischer Lizenznachbau Л-300

Zwischen 1930 und 1939 wurde in der Sowjetunion ein Lizenznachbau des Modells unter der Bezeichnung L-300 (russisch Л-300) hergestellt, insgesamt rund 19.000 Stück.